# Stacja Badawcza Instytutu Biologii Doświadczalnej im. Marcelego Nenckiego PAN w Mikołajkach
Stacja Badawcza Instytutu Biologii Doświadczalnej im. M. Nenckiego PAN w Mikołajkach – placówka naukowa należąca do Polskiej Akademii Nauk leżąca w Mikołajkach (ulica Leśna 13), będąca bazą do prowadzenia badań multidyscyplinarnych głównie z dziedziny biologii  Od 2014 w strukturach Instytutu Biologii Doświadczalnej im. Marcelego Nenckiego PAN jako Stacja Badawcza Instytutu Nenckiego w Mikołajkach.

## Położenie
Stacja Badawcza Instytutu Nenckiego PAN w Mikołajkach jest położona jest na zachodnim brzegu Jeziora Mikołajskiego, poza głównym obszarem miasta, na południowym skraju ulicy Leśnej w Mikołajkach (w momencie powołania była to aleja Marynarzy 14). Zajmuje teren 16,09 ha. Większość obszaru stacji jest zalesiona, leżąc na skraju Puszczy Piskiej, przy granicy Mazurskiego Parku Krajobrazowego. Oprócz bezpośredniego położenia nad jednym z wielkich jezior mazurskich, zaletą lokalizacji stacji jest bliskość innych typów jezior, zwłaszcza dystroficznych leżących w puszczy i zbiorników astatycznych.

## Przeznaczenie
Stacja Badawcza Instytutu Nenckiego PAN w Mikołajkach pełni funkcję stacji terenowej służącej jako baza do prowadzenia badań laboratoryjnych oraz terenowych (wodnych i lądowych) na terenie Krainy Wielkich Jezior Mazurskich. Sama stacja ma dostęp do Jeziora Mikołajskiego, a na jej obszarze znajduje się przystań. W budynkach stacji znajdują się liczne laboratoria, sala seminaryjna, sala konferencyjna, sale edukacyjne, biblioteka z czytelnią oraz budynek ekspozycyjno-wystawowy. 
Oprócz miejsca do badań stacja służy do organizowania konferencji naukowych, warsztatów szkoleniowych, zajęć dydaktycznych i popularyzatorskich. Dane dotyczące warunków meteorologicznych i składu planktonu Jeziora Mikołajskiego pozyskiwane na stacji były w latach 2005–2013 prezentowane jako Serwis Mazurski przez warszawski oddział Polskiego Towarzystwa Hydrobiologicznego. 
W oparciu o badania wykonane na stacji w latach 1953-2006 powstało ponad 800 publikacji naukowych. Sami pracownicy stacji w podobnym okresie opublikowali 190 prac naukowych. 
Podstawową funkcją stacji jest działalność naukowa, choć w niektórych okresach udostępniano w niej miejsca noclegowe turystom.

## Historia
Część zabudowań stacji powstała w latach 1932–1938 jako pensjonat „Kurhaus Nikolaiken” prowadzony przez mikołajskiego handlowca Rudolfa Bomboscha. W 1945 roku pensjonat stał się własnością jeszcze prywatnej Akademii Nauk Politycznych, upaństwowionej rok później, funkcjonując od tego czasu jako miejsce organizowania bratniakowych obozów dla jej studentów. W 1949 roku ośrodek przejęło Akademickie Zrzeszenie Sportowej.
Decyzję o konieczności powołania stacji hydrobiologicznej na Pojezierzu Mazurskim podjęli biolodzy na konferencji w Kuźnicach w styczniu 1951 roku. Po dyskusji zadecydowano o takiej lokalizacji, promowanej przez Jana Dembowskiego, zamiast restytucji przedwojennej Stacji Hydrobiologicznej na Wigrach. 15 września 1951 roku (protokół przekazania podpisano 18 września) w tym celu Instytut Biologii Doświadczalnej im. Marcelego Nenckiego PAN przejął znajdujący się pod Mikołajkami Studencki Ośrodek Sportowy Zarządu Ośrodków Akademickich. Pierwszy personel stacji w 1952 roku tworzyło 6 osób – Andrzej i Wanda Szczepańscy jako pracownicy naukowi, a pozostali jako laboranci i pracownicy fizyczni. Już od tego roku stacja stała się miejscem wizyt studentów i naukowców, początkowo głównie z Instytutu Geografii PAN i Polskiego Towarzystwa Geograficznego i prowadzenia kursów szkoleniowych. Z czasem zwiększał się personel stacji oraz jej wyposażenie laboratoryjne, jak również transportowe, łącznie z jednostkami pływającymi. W 1960 Polska Akademia Nauk przekazała stację swojej innej swojej jednostce – Zakładowi Ekologii, następnie Instytutowi Ekologii, jako że dla IBD okazała się zbyt kosztowna w utrzymaniu, a nie dość potrzebna do prowadzenia działalności. Było to związane z tym, że w owym czasie stacja była wykorzystywana głównie przez pracowników tego zakładu, jak również Zakładu Hydrobiologii Uniwersytetu Warszawskiego. W 1965 roku stacja stała się placówką Działu Limnologii Stosowanej IE PAN, następnie Działu Hydrobiologii. Wówczas zastępcą kierownika działu do spraw stacji i kierownikiem jej pracowni środowiskowej został Jan Igor Rybak. Jego rola jako kierownika naukowego oznaczała koordynację badań prowadzonych na stacji przez naukowców z różnych ośrodków. Z kolei kierownikiem stacji jako takiej został Roman Polkowski. Jan Igor Rybak i Krzysztof Dusoge w 1970 roku opublikowali monografię opisującą stację i jej wyposażenie, a kilka lat później powstała książka „Traperzy nauki” Witolda Tyrakowskiego, której bohaterami byli pracownicy i goście stacji. W roku 1972 na skutek kontroli NIK w Instytucie Ekologii PAN zarzuty postawiono m.in. Rybakowi, a zwolniono Zdzisława Kajaka, kierownika Zakładu Hydrobiologii PAN, któremu podlegała stacja. Zarzuty ostatecznie wycofano, ale Kajak zrezygnował z funkcji. W 1973 roku kierownikiem stacji ponownie został Szczepański, który w międzyczasie pracował w Zakładzie Hydrobiologii PAN poza stacją. W tym okresie stacja zerwała współpracę z Zakładem Hydrobiologii UW, a nawiązała z Instytutem Mikrobiologii UW. Niedługo potem stacja zmieniła nazwę z Hydrobiologicznej na Terenową. W 1980 roku w stacji odbyła się konferencja założycielska Sekcji Fykologicznej Polskiego Towarzystwa Botanicznego. W 1983 roku zmarł Szczepański, a kierownikiem stacji został Lech Kufel. Z jego inicjatywy od przełomu lat 1988/1989 zaczęto wydawać czasopismo podsumowujące osiągnięcia stacji Hydrobiological Station Mikolajki. Progress Report. Na przełomie lat 80. i 90. XX wieku dawny pracownik naukowy stacji, a od kilku lat kierownik jej działu administracyjno-technicznego, Janusz Kornatowski, został burmistrzem Mikołajek. Zaowocowało to m.in. wyasfaltowaniem  ulicy prowadzącej od zwartej części miasta do stacji. W 1997 roku, częściowo na skutek wewnętrznych konfliktów z Jarosławem Sawickim, kierownikiem administracyjnym, Kufel przeniósł się do centrum instytutu w Dziekanowie Leśnym, a jego miejsce zajęła Jolanta Ejsmont-Karabin. Niedługo potem Jarosława Sawickiego zastąpiła Irena Sawicka. W 2001 roku sytuacja finansowa IE PAN robiła się coraz gorsza, jednak zorganizowano obchody 50-lecia stacji. Na przełomie września i października 2002 roku zlikwidowano IE PAN, powołując jednocześnie mniejszą jednostkę – Centrum Badań Ekologicznych PAN, w którego struktury weszła stacja, tracąc autonomię jednostki naukowej. Wówczas personel zmniejszył się z 23 osób do 8, w tym tylko dwóch naukowczyń. Centrum zlikwidowano z końcem 2013 roku, a 1 stycznia 2014 roku stacja ponownie stała się jednostką IBD PAN. W międzyczasie, w 2003 roku powstało Konsorcjum użytkowników Stacji Hydrobiologicznej złożone z właściciela stacji – odpowiedniej jednostki PAN oraz jednostek Uniwersytetu Warszawskiego, Uniwersytetu Warmińsko-Mazurskiego i Uniwersytetu Przyrodniczo-Humanistycznego w Siedlcach. Pierwszym przewodniczącym Rady Konsorcjum Użytkowników Stacji w 2004 roku został Ryszard Chróst (mikrobiolog z UW). W 2015 roku centralnej alei stacji nadano imię Andrzeja i Wandy Szczepańskich i wmurowano tablicę ich upamiętniającą. Rok później na pamiątkę Jana Igora Rybaka na stacji posadzono dąb i umieszczono pamiątkową tabliczkę. Od 2015 roku stacją kieruje dr Tomasz Janecki. Do sierpnia 2019 roku na Stacji pracowała prof. Jolanta Ejsmont-Karabin. 

### Kierownicy
- 1951-09-15 – Andrzej Szczepański[8]
- 1965 – Roman Polkowski[9]
- 1973 – Andrzej Szczepański[10]
- 1983-07-04 – Lech Kufel[8]
- 1997-04-01 – Jolanta Ejsmont-Karabin[8]
- 2015-09-01 – Tomasz Janecki[8]

## Nagrody
Stacji jako instytucji przyznano kilka nagród. W 1976 roku przy okazji ćwierćwiecza stacji miasto Mikołajki przyznało jej medal 250-lecia miasta za osiągnięcia naukowe i zasługi popularyzatorskie. Z okazji półwiecza, w roku 2001, Polskie Towarzystwo Hydrobiologiczne odznaczyło stację swoją nagrodą, Medalem im. prof. Alfreda Lityńskiego. W 2017 roku Stacja Hydrobiologiczna Instytutu Nenckiego PAN w Mikołajkach znalazła się wśród finalistów konkursu Popularyzator Nauki PAP 2017.